# Erdei pajzsika
Az erdei pajzsika (Dryopteris filix-mas) a valódi páfrányok (Pteridopsida) osztályának édesgyökerű páfrányok (Polypodiales) rendjébe, ezen belül a pajzsikafélék (Dryopteridaceae) családjába tartozó faj.

## Előfordulása
Az erdei pajzsika előfordulási területe Európa, Izlandtól és Portugáliától egészen a Kaukázusig, valamint Törökország, Szibéria, Közép-Ázsia, Afrikában Marokkó és Észak-Amerika. Egyes helyeken termesztik.

## Megjelenése
Ez a növény tekintélyes megjelenésű évelő páfrány. Rövid, vaskos gyöktörzséből eredő többszörösen összetett levelei rozettaszerűen állnak, az 1 métert is elérik. A levélnyél erőteljes, a lemeznél sokkal rövidebb, sárgás, gyengén csatornás, világos színű pelyvaszőrök borítják. A levéllemez hosszúkás lándzsás kerületű, vállán kissé, csúcsán erősebben elkeskenyedik, egyszerűen szárnyalt, a tél kezdetéig zöld marad. A levélszárnyak csaknem tövig szeldeltek, a szárnyacskák trapéz alakúak vagy hosszúkásak, tompa csúcsúak, simák vagy kissé hullámosak, durván fűrészes fogasak, párosan állnak. A spóratartó tokok kerekdedek, vese alakú fátyolka borítja őket. Alakgazdag faj.
Gyöktörzsének kivonatát régebben féregűzésre használták.

## Életmódja
Az erdei pajzsika aljnövényzetben gazdag nyirkos lomb- és tűlevelű erdők, ligetek, száraz tölgyesek, tápanyagban gazdag, laza talajokon nő. Törmeléktalaj-jelző növény. Az erdei pajzsika a síkságoktól 1700 méter magasságig gyakori. A spóraérés ideje július–szeptember között van.

## Képek

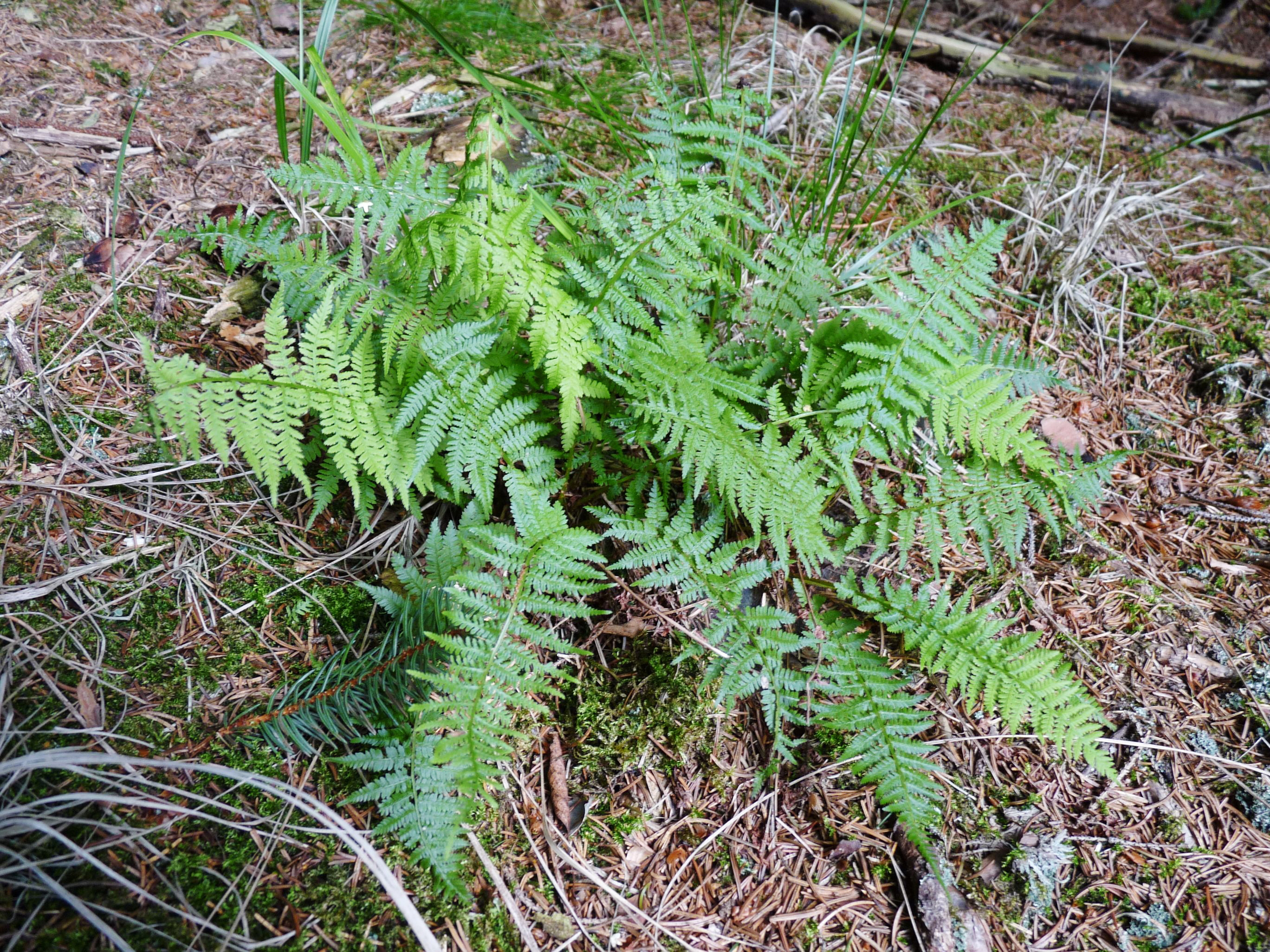
A növény
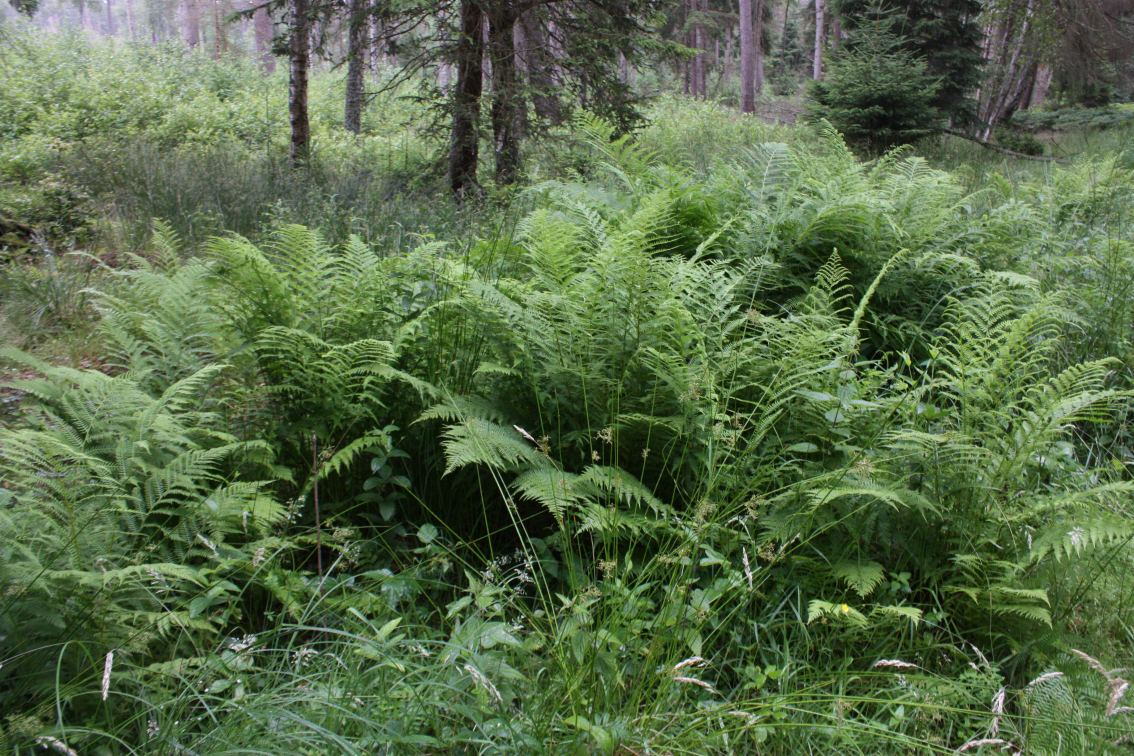
a természetes
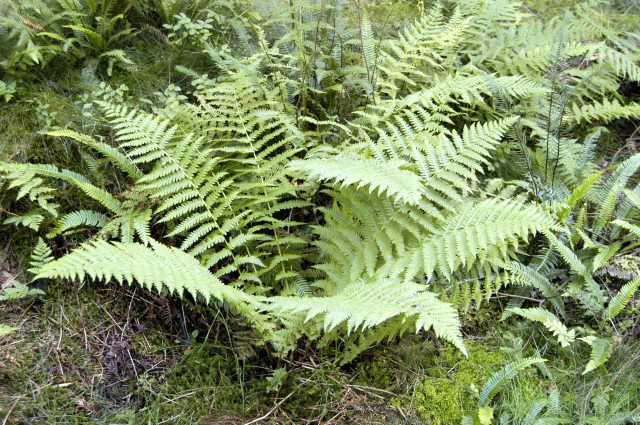
élőhelyén
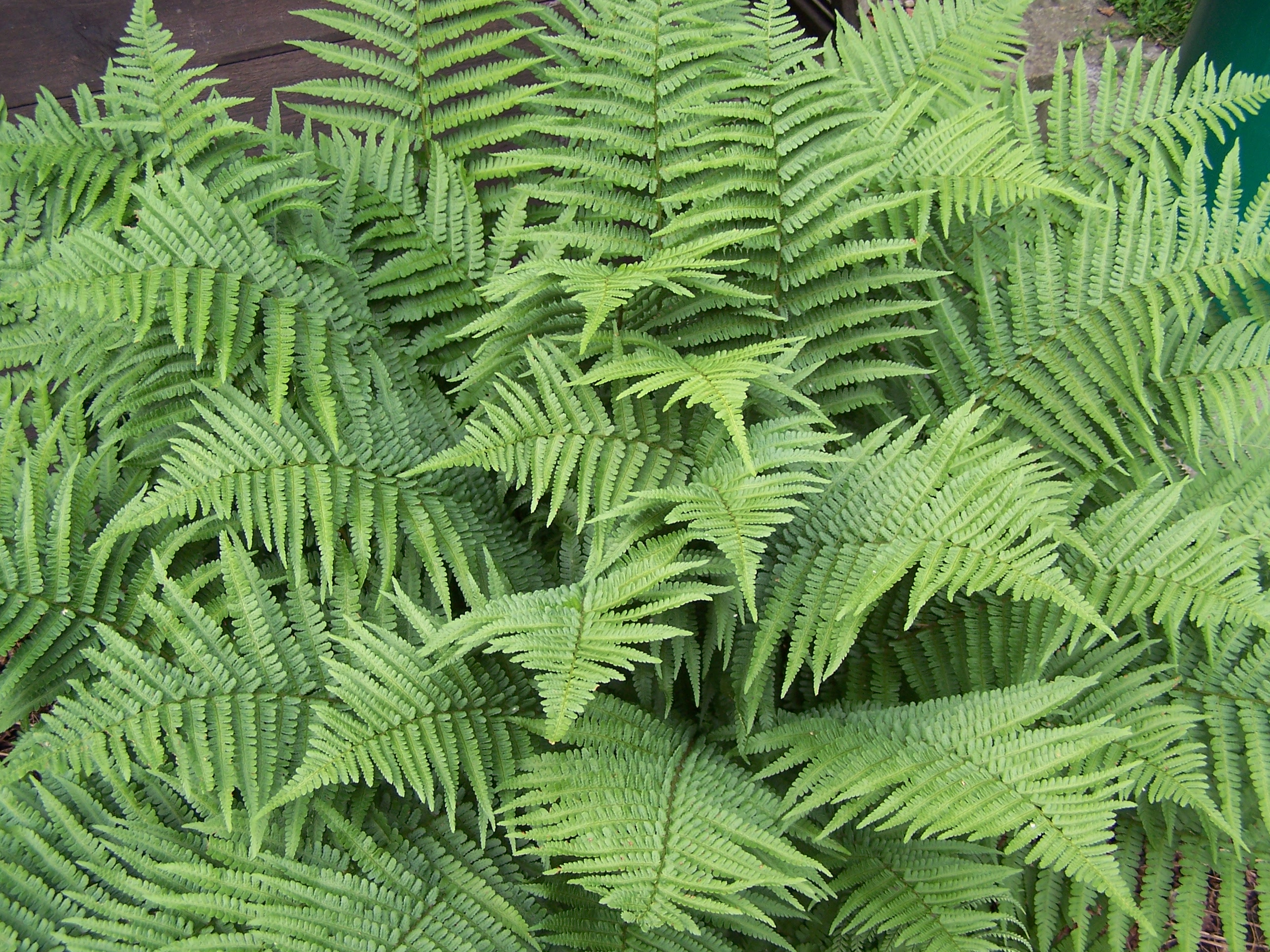
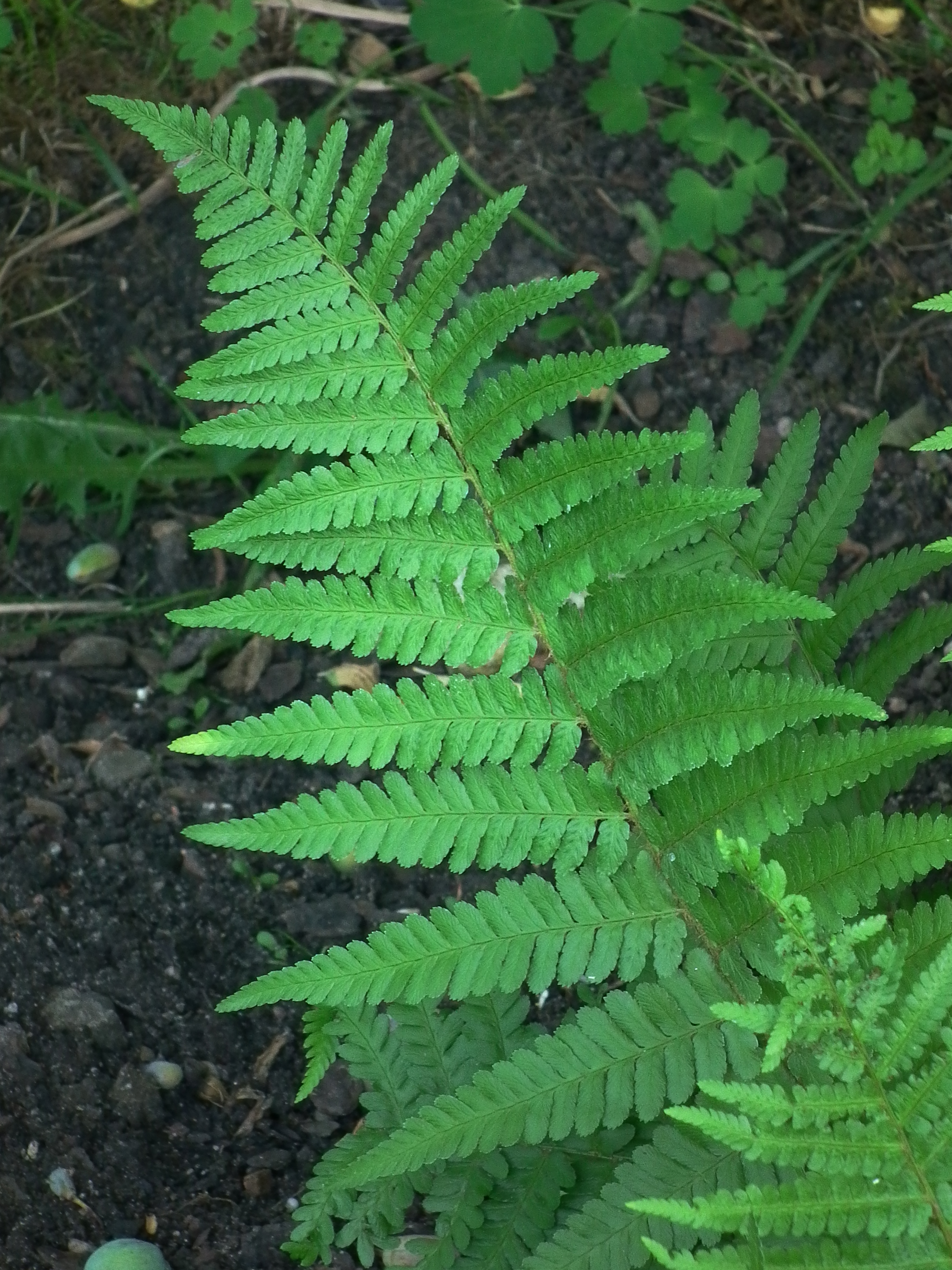
Levelei
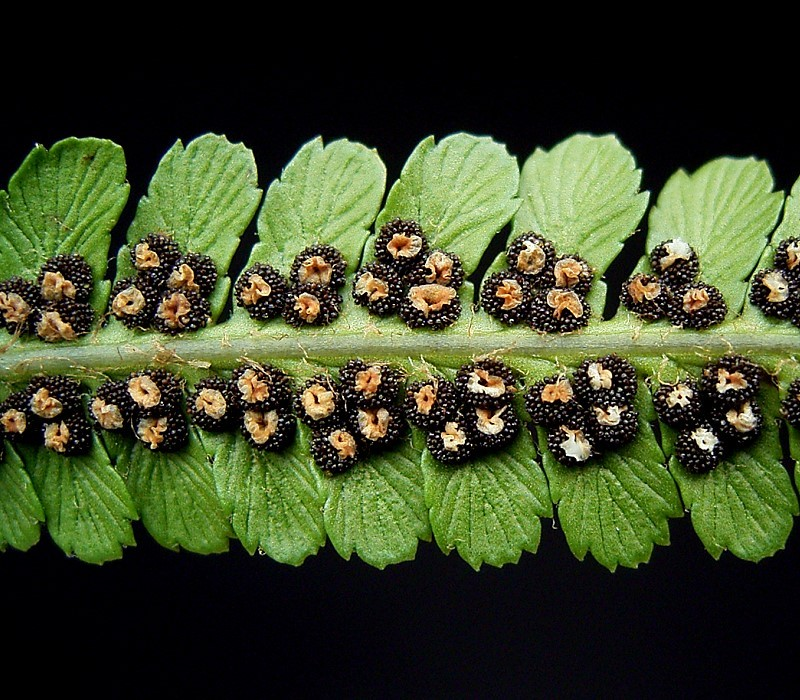
Spórái
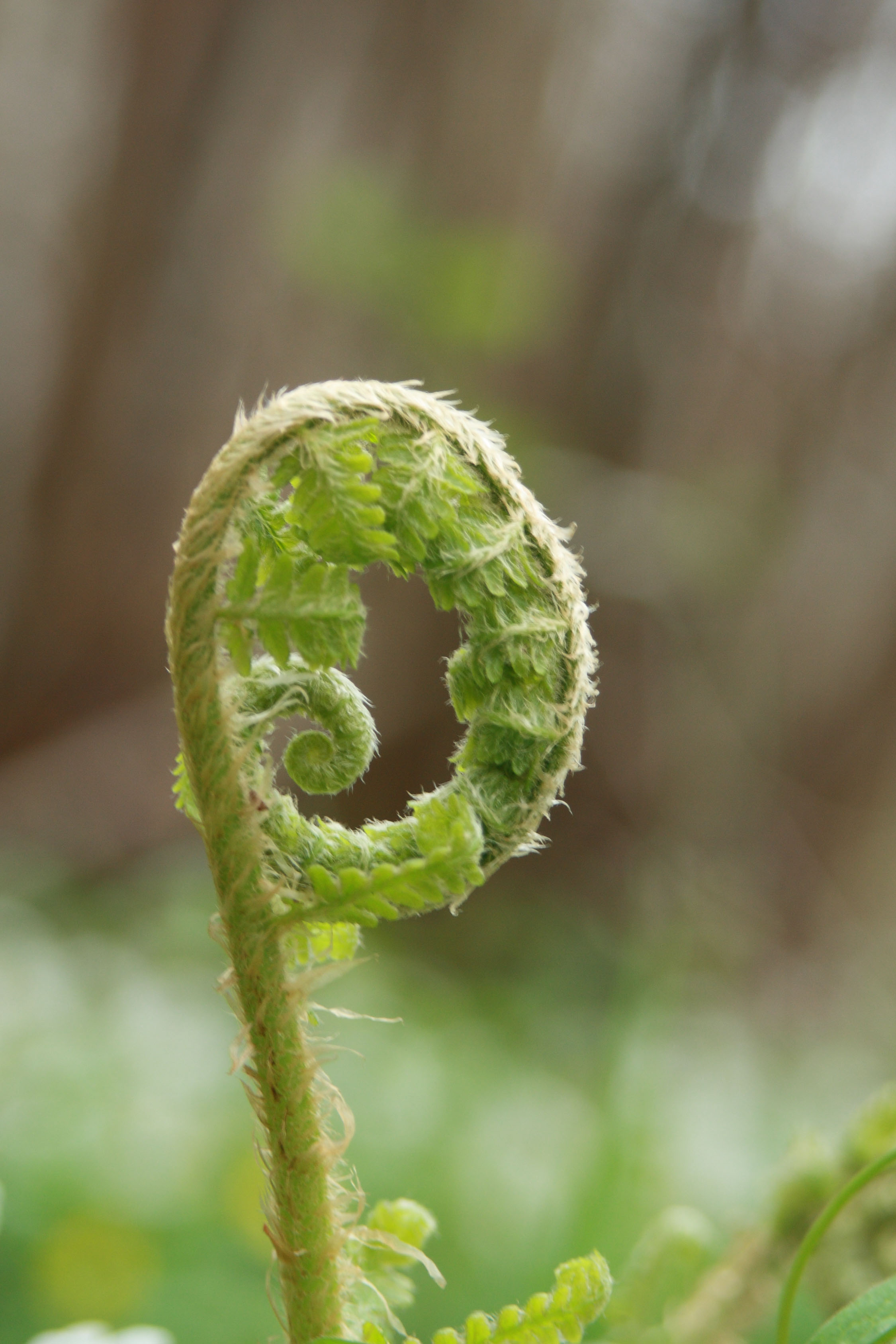
Fiatal hajtás
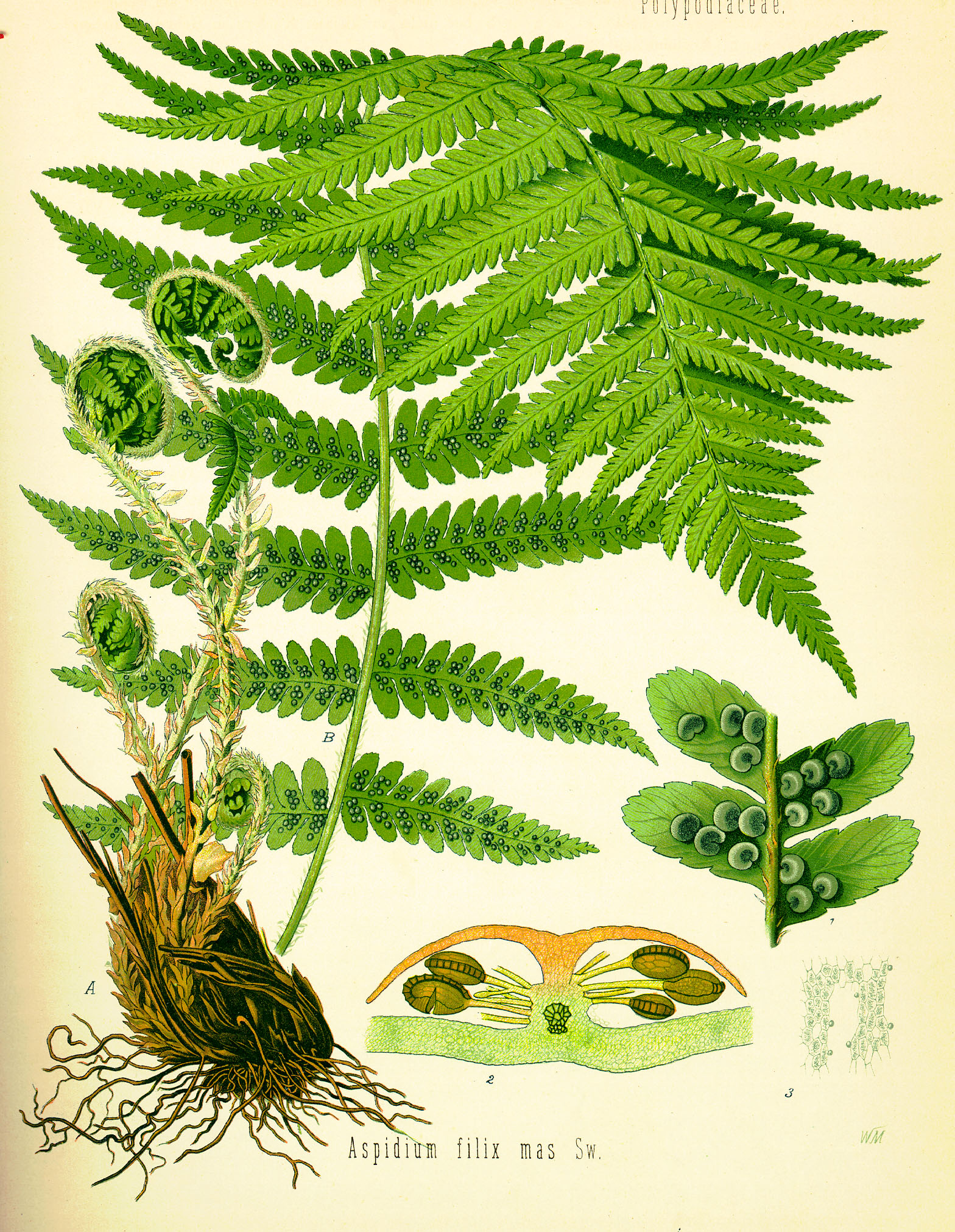
Rajz a növényről